# Jean-Baptiste-Amédée George de La Massonnais
Jean-Baptiste-Amédée George de La Massonnais, dit Georges-Massonnais (17 avril 1805, Saint-Denis-de-Gastines - 20 décembre 1860, Périgueux), est un prélat français, évêque de Périgueux et de Sarlat.

## Famille
La famille George de La Massonnais est une famille bourgeoise originaire du Maine. Elle avait acquis par mariage en 1670, la terre de La Massonnais dont elle a gardé le nom. Antoine-Louis-Urbain George de La Massonnais (1754-1805), était bourgeois de Saint-Denis-de-Gastines (Mayenne).

## Biographie
Fils de Antoine-Louis-Urbain George de La Massonnais et de Michelle Françoise Lefebvre de Cheverus, il est le neveu du cardinal de Cheverus. Il termine ses études au séminaire de Saint-Sulpice et est ordonné prêtre de Bordeaux en 1829.
Vicaire général, chanoine et archiprêtre de la cathédrale de Bordeaux, il est nommé évêque de Périgueux et de Sarlat en 1840. Il conserve le siège jusqu'à sa mort en 1860.

## Armes
D'argent à la croix ancrée de sable.

## Distinction
- Chevalier de la Légion d'honneur (2 mai 1839)[3]

## Sources
- Théodore Pécaut, Un évêque : Mgr Jean-Baptiste-Amédée George-Massonnais, évêque de Périgueux et de Sarlat, 1894
- Roger George de La Massonnais, Deux frères : Louis, Anne, Abel George de La Massonnais, 1802-1871... et Jean-Baptiste, Amédée George de La Massonnais, 1805-1860, 1940
- Edouard Féret, Personnalités & notables girondins: de l'antiquité à la fin du XIXe siècle, 1889